# Edesheim (Northeim)
Edesheim  ist ein Ortsteil von Northeim, der Kreisstadt des Landkreises Northeim in Niedersachsen. Er hat 760 Einwohner.

## Geografie
Das Dorf Edesheim liegt rund 5,5 km nordnordwestlich der Northeimer Kernstadt. Es befindet sich zwischen dem Berg „Hanneken“ (275,7 m ü. NN) im Norden, dem
Edesheimer Wald (max. 270 m ü. NN) im Osten, dem Northeimer Stadtwald im Süden und dem Leinetal mit der Northeimer Seenplatte im Westen auf etwa 110 bis 150 m ü. NN.
Die Bundesstraße 3, die hier einen Abschnitt der Deutschen Fachwerkstraße darstellt, führt direkt westlich an Edesheim vorbei und verbindet die Bundesautobahn 7 (Anschlussstelle Northeim-Nord) im Süden mit dem Northeimer Stadtteil Hohnstedt im Norden.
Ebenfalls westlich von Edesheim verlaufen die Schnellfahrstrecke Hannover–Würzburg und die Hannöversche Südbahn, die südlich des Ortes am „Abzweig Edesheim“ verknüpft sind. Der ehemalige Haltepunkt Edesheim existiert nicht mehr.

## Geschichte
In einem Schenkungsregister des Klosters Fulda wird der Name Edesheim zum ersten Male urkundlich erwähnt. Die betreffende Urkunde lautet in deutscher Übersetzung: „Gotescale überträgt Gott und dem heil. Bonifatius seine Güter an den Orten, die Ethi (Echte), Ethisheim (Edesheim) und Hamunstat (Hammenstedt) heißen ... mit 70 Hörigen.“ Die Aufzeichnung dieser Schenkung an das Bonifatiuskloster zu Fulda (die Größe des Grundbesitzes ist nicht angegeben) gehört in die Zeit um 800. Dies ist somit die früheste Erwähnung von Edesheim. Eine weitere Erwähnung von Edesheim findet im Jahr 1141 statt, als im Zusammenhang mit Güter, welche zum Northeimer St.-Blasien-Kloster gehörten, auch jenes Dorf genannt wird. In vorgeschichtlicher Zeit siedelten sich bereits erste Bewohner an dieser Stelle an, die sich außerhalb des Überschwemmungsgebietes der Leine befand. Dem Namen Edesheim nach zu urteilen, liegt es nah, dass ein großer Gutshof als erster wesentlicher Bestandteil des Dorfes anzusehen ist, da der in den Urkunden genannte Präfix Ed, Ad und Od Gut bedeutet. Der Ortsname variiert in frühester Zeit in den Zeugnissen unter anderem zwischen Edeshem, Edighem oder auch Edessen, die Silbe Ed bleibt dabei aber ein wesentlicher Bestandteil. Zu den frühesten Beschäftigungen zählte der Fischfang, die Jagd, Viehzucht und etwas Ackerbau.
Im 19. Jahrhundert wurden in einer Kiesgrube bei Edesheim Knochen- und Zahnfragmente eines Wollnashorns gefunden, daraufhin veranlasste Untersuchungen an der Stelle förderten weitere Funde zutage.
Am 1. März 1974 wurde Edesheim in die Kreisstadt Northeim eingegliedert.

## Das Dorf
Edesheim verfügt über einen historischen Ortskern mit einigen Baudenkmalen in Fachwerk-Bauweise.

## Ortswappen
Das Wappen zeigt auf rotem Grund die sogenannte „Edesheimer Tontrommel“, die hier gefunden und als vorgeschichtliche Kulttrommel erkannt wurde. Die im unteren Wappenfeld befindlichen schräggekreuzten und unten verbundenen Kleestengel in Silber umschließen eine goldene Kugel und sind dem alten Hauswappen derer von Edessen entnommen, die hier ihren Stammsitz hatten.

## Politik
Ortsbürgermeister ist Ernst Winkler, stellvertretender Ortsbürgermeister ist Dennis Gebel. Die aktuelle Wahlperiode läuft vom 1. November 2021 bis 31. Oktober 2026.
Der Ortsrat in Edesheim setzt sich aus neun Ratsfrauen und Ratsherren zusammen. Bei der Kommunalwahl 2021 ergab sich folgende Sitzverteilung:
- Gemeinsam für Edesheim (GfE) 7 Sitze
- Wählergemeinschaft Edesheim (WE) 2 Sitz

## Kirche
Die Kirchengemeinde Edesheim ist Teil der „Miteinander-Kirchengemeinden“ im Sprengel Hildesheim-Göttingen, Kirchenkreis Leine-Solling, welche zum Pfarramt Hohnstedt gehören. Weitere zugehörige Kirchengemeinden sind Hohnstedt, Vogelbeck, Imbshausen, Lagershausen und Denkershausen.
Der heutige Kirchenbau der evangelischen St. Mauritius-Kirche wurde am 19. Dezember 1824 eingeweiht. Der Vorgänger-Bau wurde zuvor abgebrochen. Das Pfarrhaus wurde von 1702 bis 1704 erbaut. Beide Gebäude gehören zu den Baudenkmälern im Ort.

## Denkmale

### Gefallenendenkmal

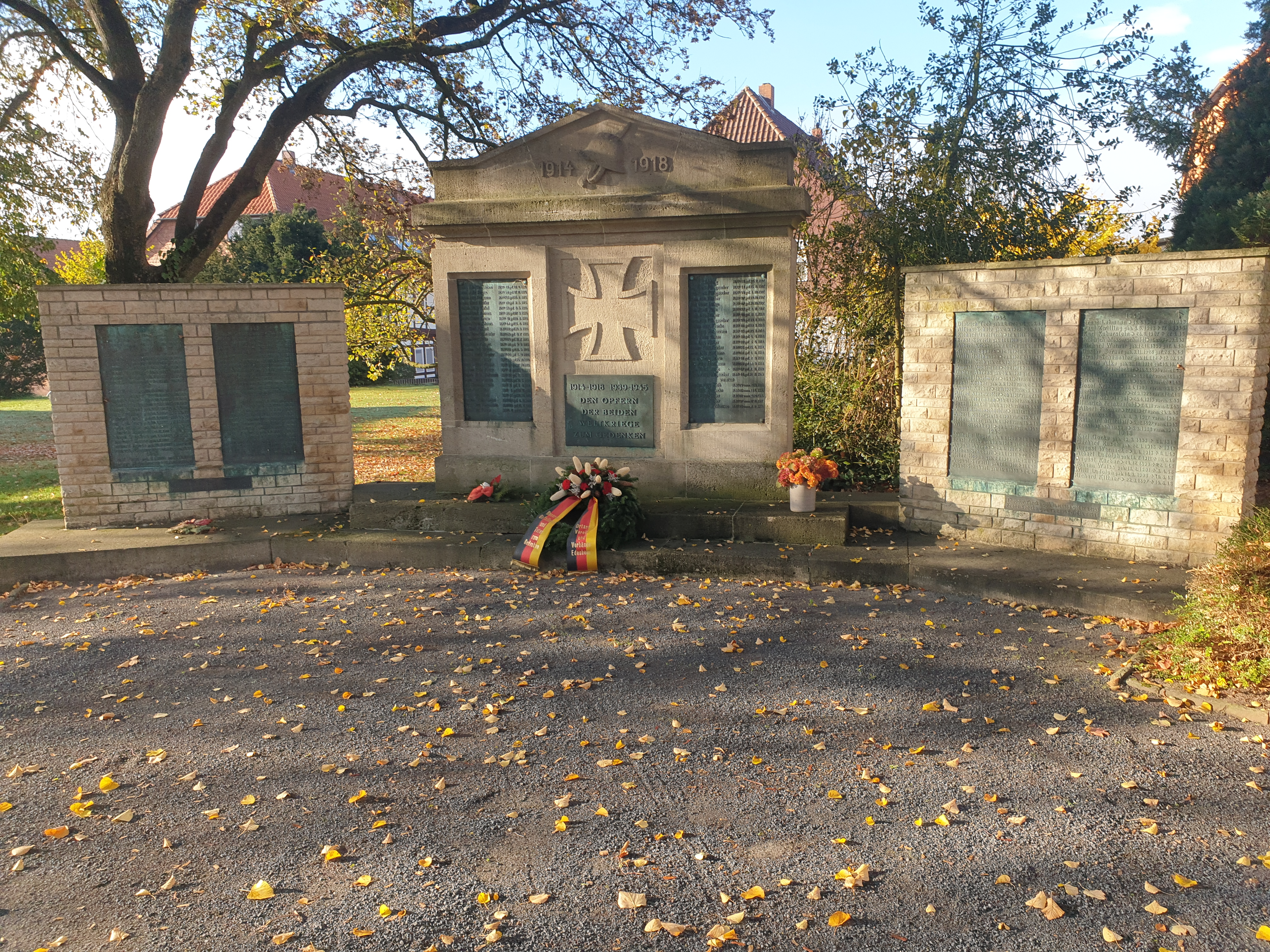
Gefallenendenkmal Edesheim

Vor der Kirche St. Mauritius (Edesheim) steht das Ehrenmal der Gefallenen und Vermissten der beiden Weltkriege.
Der ursprüngliche Teil (Mitte) beinhaltet auf gusseisernen Wandtafeln die Namen der Gefallenen des Ersten Weltkriegs und die Innenschrift: 1914 – 1918 † 1939 - 1945 - Den Opfern der beiden Weltkriege zum Gedenken.
Die Erweiterung zu den beiden Seiten beinhalten die 107 Namen der Opfer des letzten Krieges aus der Ortschaft Edesheim und Angehörigen der hier zum Zeitpunkt der Errichtung (1959) lebenden Vertriebenen.

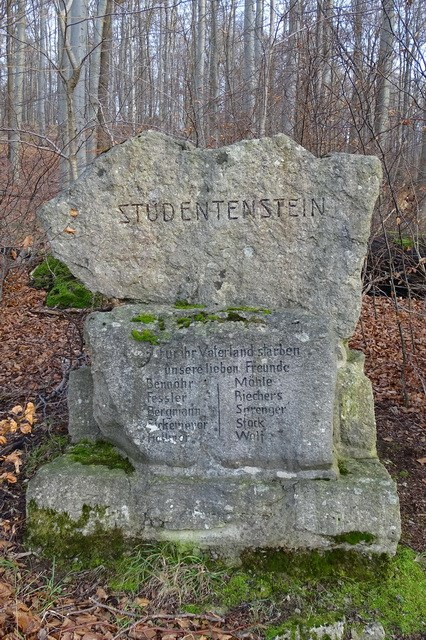
Studentenstein Edesheim

### Studentenstein
Der „Studentenstein“ befindet sich am Rande des Vasenberges. Er wurde 1923 zu Ehren der im Ersten Weltkrieg gefallenen Mitschüler von Klassenkameraden des Northeimer Gymnasiums Corvinianum errichtet. Er trägt die Inschrift:
Für ihr Vaterland starben unsere lieben Freunde Bemöhr, Möhle, Fessler, Richers, Bergmann, Sprenger, Eickemeyer, Stock, Hollmer, Wolf.

### Völkerschlachtdenkmal
Anlässlich der 100-Jahr-Feier zum Gedächtnis der Völkerschlacht bei Leipzig und der damit verbundenen Erinnerungsfeier wurde 1913 am heutigen Edesheimer Sportplatz (Richtung Eboldshausen) drei Steinblöcke aufgerichtet, deren Inschrift von der Völkerschlacht und von den großen Feldherren jener Zeit (Gerhard von Scharnhorst, Gebhard Leberecht von Blücher, August Neidhardt von Gneisenau) berichteten. Dahinter wurden drei Eichen gepflanzt. Heute findet man noch eine recht unscheinbare Mauer und die drei Eichen an diesem Ort, der eigentlich „Leipziger Platz“ heißen sollte. Dies hat sich nie durchgesetzt.

## Bildung
Es gibt eine Kindertagesstätte „Johanniter-Kita Weitsicht Edesheim“ der Johanniter-Unfall-Hilfe. Die Kita verfügt über eine Krippengruppe mit bis zu 15 Plätzen für Kinder von 1 bis 3 Jahren und eine Kindergartengruppe mit je 25 Plätzen für Kinder von 2 bis 6 Jahren.

## Einrichtungen und Vereine
Es gibt ein Dorfgemeinschaftshaus mit Jugendraum und Gemeindebüro. Die Veranstaltungsräume werden durch die örtlichen Vereine, aber auch durch andere Institutionen genutzt. Private Feierlichkeiten sind ebenfalls möglich. Weiterhin gibt es eine Sporthalle, und einen Sportplatz. Neben dem Spielplatz, der sich in der Katzenstraße befindet, gibt es einen Bolzplatz in der Hinterdorfstraße. Am Waldrand des Jettmer-Waldes befindet sich die Jettmer-Hütte, eine hölzerne Schutzhütte, die zum Verweilen einlädt.
Edesheim erfreut sich einer aktiven Vereinstätigkeit. Der älteste Verein ist der Männergesangverein Edesheim von 1869. Der Verein mit den meisten Mitgliedern ist der TSV Edesheim von 1920 e. V.
Weitere Vereine sind die Musikfreunde Edesheim-Hohnstedt-Northeim e. V., der Schützenverein Edesheim e. V., der Trägerverein Dorfgemeinschaftshaus Edesheim e. V., sowie der Feuerwehrverein Edesheim e. V. Ferner gibt es Verbände, wie die Feuerwehr Edesheim seit 1907, Feldmarksgenossenschaft Edesheim, Jagdgenossenschaft Edesheim, Schäfereigenossenschaft Edesheim, Realgemeinde Edesheim, sowie die Ortsgruppe Edesheim des Verband Wohneigentum (ehem. Siedlerbund e.V).

## Persönlichkeiten

### Ehrenbürger
- Berner, Gustav (1900–1984), Bürgermeister, Gemeindedirektor und Ehrenbürger seit 1972[12]

### Söhne und Töchter der Gemeinde
- Ernst Ludwig von Breidenbach zu Breidenstein (1699–1755), Burgmann zu Friedberg und kurbraunschweigischer Generalmajor
- Ernst Justus Körber[13] (1825–1904), Provinziallandtags-Abgeordneter der Provinz Hannover 1885–1904, Kreistagsmitglied
- Karoline Luise Fahlbusch geb. Lange[14] (1869–1952), Vorsitzende der Arbeiterwohlfahrt in Weende (Göttingen) bis 1933 – Namensgeberin des Karolinenweg in Göttingen
- Karl Otto Heinrich Theodor Wyneken[15] (1884–1970), aufgewachsen in Edesheim (1884-?), Biologe, Gymnasiallehrer, Schriftsteller
- August Körber (1905–1983) gehörte von 1932 bis 1945 dem Führerbegleitkommando, der Leibwache Adolf Hitlers an.

### Personen, die vor Ort gelebt bzw. gewirkt haben
- Johannes Letzner (1531–1613), evangelischer Pfarrer und niedersächsischer Landeshistoriker (Pastor in Langenholtensen – Mercenarius in Edesheim 1561–1566)[16]
- Ernst Friedrich Wilhelm Wyneken[17] (1840–1905), ev. Theologe, Pastor in Edesheim (1883–1905), Pädagoge, Schriftsteller, Philosoph, Sozialpolitiker
- Gustav Adolf Wyneken (1875–1964), Reformpädagoge, Schriftsteller, aufgewachsen in Edesheim (1883-1894?)
- Luise Erna Charlotte Wyneken[18] (1878–1946), aufgewachsen in Edesheim (1883-?), Dt. Pädagogin und Pazifistin; ab 1908 Lehrerin und ab 1931 Leiterin der Haushaltungs- und Gewerbeschule in Nienburg
- Dietrich Berndt (1916–1985), Homöopath, Arzt, Namensgeber des Dietrich-Berndt-Instituts zur Förderung der Homöopathie, Göttingen